# Lars-Erik Andersen
Lars-Erik Andersen (født 17. september 1976) er en dansk statsborger, men som har boet det meste af sit liv i Norge. Han blev 10. marts 2006 dømt i Stavanger tingrett til 15 års fængsel for at deltage i NOKAS-røveriet. Dommen blev anket til Gulating lagmannsrett, som dømte Andersen til otte års fængsel. Denne dom blev igen anket til Høysterett, som dømte Andersen til ni års fængsel.
Under retssagen i tingretten nægtede Andersen enhver deltagelse i røverriet. Men den 31. marts 2006 fremkom oplysninger i medierne om at han i nye afhøringer havde indrømmet kuppet.